# Maďarovská skupina

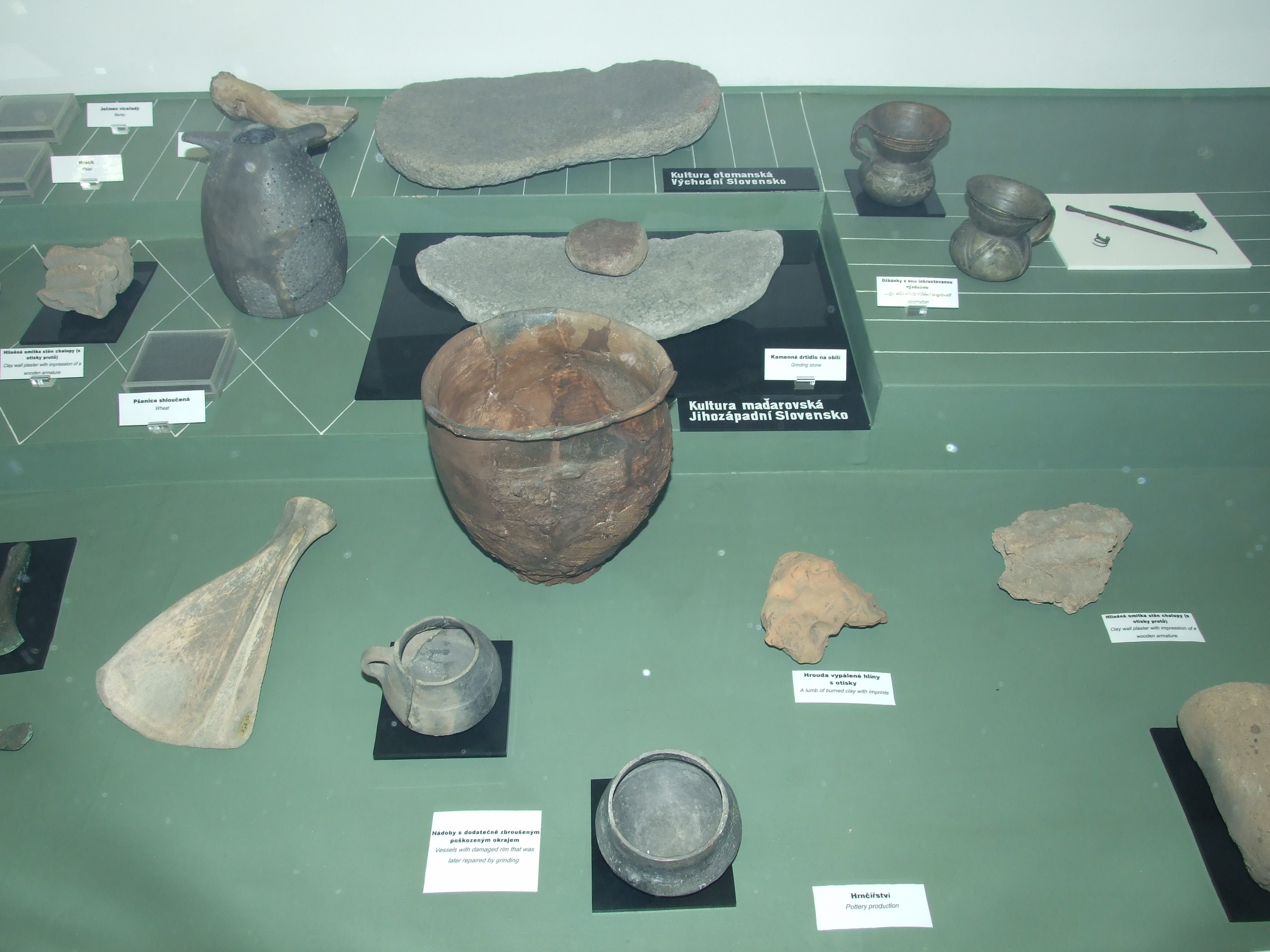
Kultura maďarovská, Jihozápadní Slovensko

Maďarovská kultura (též Maďarovská skupina) je archeologická kultura závěru starší doby bronzové, stupňů BA2 a BB1 podle chronologie Paula Reineckeho, pojmenovaná podle opevněné osady u slovenské vsi Maďarovce, dnes Santovka-Malinovec. Zaujímá území na západního Slovenska a společně s  věteřovskou skupinou na Moravě a skupinou Böheimkirchen v dolním Rakousku formuje věteřovsko-maďarovskou kulturu, která náleží k tzv. protourbánnímu horizontu, kam zařazujeme kultury závěru starší doby bronzové, které se svým charakterem (opevněná sídliště pravděpodobně centrálního charakteru, rozvinuté dálkové kontakty atd.) vzdáleně přibližují civilizacím tehdejšího Středomoří. Kultura zaniká v průběhu stupně BB1 a významně přispívá k tvorbě karpatské mohylové kultury.

## Dějiny bádání
Nálezy z eponymní lokality u vsi Maďarovce (od roku 1948 část obce Santovka – Malinovec), byly zvřejněny již v roce 1911 J. Visegrádim, který lokalitu objevil a prozkoumal. Materiál této kultury vyčlenil a kulturu pojmenoval jako maďarovská roku 1929 H. Mitscha-Märheim, který její původ spatřoval v kultuře s kanelovanou keramikou. Název G. Childa "typ Veselé", ze stejné doby, se neujal, ale jeho názor na vznik z kultury únětické se ukázal být správným. Termín Maďarovská kultura definitivně prosadil Jan Eisner. Pod druhé světové válce byly prozkoumány významné lokality – sídliště Veselé, Nitrianský Hrádok a další. Téměř na všech pohřebištích ze starší doby bronzové byl nalezen přechod od únětické kultury k maďarovské, dobře byl na pohřebištích zachycen i průběh a zánik maďarovské kultury. J. W. Neugebauer přiřadil v roce 1987 skupinu Böheimkirchen k věteřovsko-maďarovské kultuře a hovoří se tak o komplexu kultur Maďarovce – Věteřov – Böheimkirchen.

## Vývoj a chronologie
Maďarovská skupina vznikla v průběhu stupně BA2 chronologického systému podle Paula Reineckeho z místního prostředí únětické kultury pod vlivem přicházejícím ze panonské oblasti. Zanikla v průběhu stupně BB1 během tvorby karpatské mohylové kultury, v jejíž tvorbě byla jako jeden z hlavních prvků. Materiál umožnil rozdělit v roce 1971 badatelům Antonu Točíkovi a Jozefu Vladárovi období jejího trvání na tři stupně: úněticko-maďarovský, klasický a pozdně maďarovský.
Uněticko-maďarovský stupeňUněticko-maďarovský stupeň je přechodný stupeň mezi kulturou únětickou a maďarovskou. Do konce 80. let 19. století byl doložen pouze v západní části osídlení.
Klasický maďarovský stupeňKlasický maďarovský stupeň je obdobím největšího rozkvětu kultury. Došlo k velkém vzestupu stávajících opevněných sídlišť a byla budovaná nová.
Pozdně maďarovský stupeňPozdně maďarovský stupeň je závěrečným stupněm kultury. Zvyšuje se výskyt importovaných artefaktů z východu, zejména z pozdní otomanské kultury a rané kultury Suciu de Sus. Situace odpovídá formování karpatské mohylové kultury a vykazuje podobné znaky jako při formování mohylových kultur střední doby bronzové v okolních oblastech.

## Rozšíření a sídlení
Sídelní oblasti lidu maďarovské skupiny zahrnovaly celé jihozápadní Slovensko. Na západě byl hranicí dolní tok řeky Morava, na severu dosahovalo až do střední oblasti toků řek Váhu, Nitry a Žitavy a na východě byla hranicí dolní část toku Ipľu. Na jižní hranici je zaznamenán odstup rozšíření od toku Dunaje, kde na levém, severním břehu byla sídliště lidu kultury severopanonské. Bohaté styky s okolními kulturami se projevily v místních odlišnostech hmotného projevu. Podle těchto odlišností je možno sídelní oblast maďarovské kultury rozdělit na tři okruhy. Vliv kultur otomanské a severopanonské se projevil ve východním okruhu v povodí Ipľu a Hronu, v povodí Nitry je okruh rozšíření klasické maďarovské hmotné kultury a v povodí Váhu a Moravy je zřetelné silnější podloží předcházející únětické kultury a vliv příbuzné věteřovské skupiny na Moravě.
Ze sídlišť maďarovské skupiny byla prozkoumána zejména sídliště opevněná ale i některá neopevněná sídliště. Pro opevněná sídliště byly vybírány polohy v blízkosti řek na sprašových terasách a ostrozích a na návrších. Výjimkou nejsou ani opevněné osady využívající nízkého záplavového terénu. Osady byly opevněné příkopem a valem z hlíny či kamení a palisádou.

### Opevněná sídliště
- Nitrianský hrádok je opevněná lokalita telového charakteru na sprašovém ostrohu v záplavovém území v poloze na Zámečku u ústí říčky Cítěnky do Nitry. Lokalita byla osídlena od neolitu, ale v maďarovském období se osídlení rozšířilo i mimo ostroh do údolí a na území dnešní obce. Jsou zde zachyceny všechny tři fáze maďarovské skupiny.  Místo bylo od dob únětické kultury opevněno valem a příkopem na vnitřní straně, za kterým se nalézala obydlí a hrnčířské pece. Ve vrcholném období bylo ohrazení zesíleno do podoby hradby zpevněné dřevem a přibyl vnější 12–15 m široký a 6 m hluboký příkop. Jsou zde doloženy obytné stavby o 1-3 místnostech s ohništi a píckami, hliníky pro těžbu materiálu pro výrobu keramiky a stavbu obydlí. Lokalita byla významným hospodářským a mocenským střediskem. Velké množství hrnčířských pecí se zbytky keramiky v celých výrobních sériích dokládá význam hrnčířského řemesla. Zpracování kostí je též doloženo kostěnými předměty a nástroji. Na postranicích postrojů se objevují ornamenty s paralelami v mykénské kultuře a v sousední věteřovské. Kovolitectví dokládají pískovcové kadluby. Velké množství sídlištních jam posloužilo zčásti jako pohřební jámy. Kostry byly ve skrčené rituální poloze, ale i jen pohozené, včetně částí koster, což dokládá rituální lidojedství. Části lidských koster se našly i roztroušené v sídlištní vrstvě. Byl zde objeven i rituální pohřeb dítěte v zásobnici (pithos).[6]
- Maďarovce, dnes Malinovec.
- Nitra
- Prašník
- Malé Kosihy jsou sídliště na vrcholu kopce Törökomb, v současné době (1974) téměř zničené. Bylo zde nalezeno pět kulturních vrstev, z toho tři patřily starší době bronzové a měly velký význam pro určení chronologie kultur tohoto období. Našly se zde doklady odlévání bronzu a výzdobné prvky podobající se ornamentům užívaným v mykénské kultuře.[7]
- Vráble
- Hoste
- Budmerice

### Neopevněná sídliště
- Bučany
- Žlkovce
- Veselé je výšinná lokalita v poloze Na hradisku' nad pravým břehem Váhu. Výzkum zde probíhal již v meziválečném období a potom v letech 1949–1950. Na ploše asi 250 × 100 metrů byla odkryta sídlištní vrstva o síle až jeden metr. Obydlí zjištěna nebyla, ale o jejich přítomnosti svědčí výskyt mazanice s otisky dřeva a proutěného pletiva. Bylo však zachyceno množství jam se zvířecími kostmi, zuhelnatělým obilím, mazanicí a i lidské lebky. Hrnčířskou výrobu dokládá odhozená série nepovedených nádob a zbytky pecí, kovoliteckou pískovcové kadluby. Důležité jsou kostěné postranice koňského postroje s ornamenty s paralelami v mykénské kultuře.[8]

## Pohřbívání
Bylo nalezeno jen malé množství pohřebišť maďarovské skupiny, kostrové pohřby byly nalézá spíše přímo při výzkumech sídlišť, což napovídá tomu, že tento lid pohřbíval spíše v blízkosti sídlišť. Pohřební ritus maďarovské skupiny byl kostrový. Mrtví byli ukládáni do plochých hrobů ve skrčené poloze s orientací východ – západ, nebo bez pravidelné orientace. Časté jsou pohřby dětí v zásobnicových nádobách – pithech. Pod vlivem z Karpatské kotliny se začíná pohřební ritus měnit na žárový a začínají se objevovat žárové pohřby. V hrobech se objevuje keramika a často bronzové předměty.

### Pohřebiště
- Majcichov je pohřebiště závěrečného stupně maďarovské skupiny v záplavovém území Dudváhu u Trnavy. V roce 1955 zde bylo prorozkoumáno 56 hrobů kostrových, v menších jamách a nepravidelně orientovaných, a 22 žárových hrobů, s pohřby v popelnicích, nebo v jamkách. V hrobech byla keramika se zřetelnými prvky mohylové kultury a bronzové předměty, zejména šperky a jehlice.[5][7]
- Abrahám
- Branč
- Jelšovce
- Sládkovičovo
- Dolný Peter je pohřebiště maďarovsko-mohylového horizontu. Výskyt žárových hrobů je zde ale minimální.[5]